# خرمال أجرد
خرمال أجرد (الاسم العلمي: Diospyros glabra) هو نوع من النباتات يتبع جنس الخرمال من الفصيلة الأبنوسية.